# Angela Buxton
Angela Buxton (Liverpool, 16 augustus 1934 – Fort Lauderdale (VS), 14 augustus 2020) was een tennisspeelster uit het Verenigd Koninkrijk. Zij was actief in het internationale tennis van 1952 tot en met 1957.

## Privé
Tijdens de Tweede Wereldoorlog groeide Buxton op in Zuid-Afrika. Zij was van joodse komaf, en werd al vroeg een voorvechter van gelijke rechten. Zij werd in 1981 opgenomen in de International Jewish Sports Hall of Fame, en schreef boeken over tennis. Door haar vriendschap met tennispartner Althea Gibson streed Buxton ook voor gelijke rechten voor zwarte mensen. Daardoor werd zij, hoewel zelf blank, ook in de Black Tennis Hall of Fame opgenomen, in 2015.

## Loopbaan
Buxton bereikte de enkelspelfinale van Wimbledon 1956 – zij verloor van de Amerikaanse Shirley Fry.
In het dubbelspel won zij twee grandslamtitels, eenmaal op Roland Garros 1956 en andermaal op Wimbledon 1956, beide met de Amerikaanse Althea Gibson.
Buxton verdedigde de Britse kleuren in de Wightman Cup in 1954, 1955 en 1956.
In 1957 moest zij het tennissen staken, wegens tenosynovitis aan haar hand.

## Palmares

### Finaleplaatsen enkelspel
| nr.              | finale     | toernooi   | ondergrond | tegenstandster             | score         |         |
| ---------------- | ---------- | ---------- | ---------- | -------------------------- | ------------- | ------- |
| gewonnen finales |            |            |            |                            |               |         |
| 1.               | 1956-07-14 | WTA Båstad | gravel     | Bibbi Gullbrandsson-Sandén | 3-6, 6-3, 6-4 | [ 6 ]   |
| verloren finales |            |            |            |                            |               |         |
| 1.               | 1956-07-07 | Wimbledon  | gras       | Shirley Fry                | 3-6, 1-6      | details |

### Finaleplaatsen dubbelspel
| nr.                                 | finale     | toernooi      | ondergrond | partner            | tegenstandsters                     | score         |         |
| ----------------------------------- | ---------- | ------------- | ---------- | ------------------ | ----------------------------------- | ------------- | ------- |
| gewonnen finales vrouwendubbelspel  |            |               |            |                    |                                     |               |         |
| 1.                                  | 1955-10-02 | WTA Berkeley  | hardcourt  | Angela Mortimer    | Shirley Bloomer Barbara Bradley     | 7-5, 6-3      | [ 7 ]   |
| 2.                                  | 1956-05-27 | Roland Garros | gravel     | Althea Gibson      | Darlene Hard Dorothy Knode          | 6-8, 8-6, 6-1 | details |
| 3.                                  | 1956-07-07 | Wimbledon     | gras       | Althea Gibson      | Fay Muller Daphne Seeney            | 6-1, 8-6      | details |
| 4.                                  | 1956-07-14 | WTA Båstad    | gravel     | Milly Vagn-Nielsen | Alva Björk Solveig Gustafsson       | 6-4, 6-3      | [ 6 ]   |
| verloren finales vrouwendubbelspel  |            |               |            |                    |                                     |               |         |
| 1.                                  | 1955-06-11 | WTA Beckenham | gras       | Pat Hird           | Dora Kilian Hazel Redick-Smith      | 2-6, 0-6      | [ 8 ]   |
| 2.                                  | 1956-05-08 | WTA Rome      | gravel     | Darlene Hard       | Mary Bevis-Hawton Thelma Coyne-Long | 4-6, 8-6, 7-9 | [ 9 ]   |
| verloren finales gemengd dubbelspel |            |               |            |                    |                                     |               |         |
| 1.                                  | 1955-10-02 | WTA Berkeley  | hardcourt  | Gardnar Mulloy     | Barbara Bradley Enrique Morea       | 2-6           | [ 7 ]   |

## Resultaten grandslamtoernooien
| Legenda | Legenda                          |
| ------- | -------------------------------- |
| g.t.    | geen toernooi gehouden           |
| l.c.    | lagere categorie                 |
| –       | niet deelgenomen                 |
| G       | uitgeschakeld in de groepsfase   |
| 1R      | uitgeschakeld in de eerste ronde |
| 2R      | uitgeschakeld in de tweede ronde |
| 3R      | uitgeschakeld in de derde ronde  |
| 4R      | uitgeschakeld in de vierde ronde |
| KF      | uitgeschakeld in de kwartfinale  |
| HF      | uitgeschakeld in de halve finale |
| F       | de finale verloren               |
| W       | het toernooi gewonnen            |
| w-v     | winst/verlies-balans             |

### Enkelspel
| toernooi        | 1952 | 1953 | 1954 | 1955 | 1956 |
| --------------- | ---- | ---- | ---- | ---- | ---- |
| Australian Open | –    | –    | –    | –    | –    |
| Roland Garros   | –    | –    | KF   | 3R   | HF   |
| Wimbledon       | 1R   | 4R   | 4R   | KF   | F    |
| US Open         | –    | –    | –    | –    | –    |

### Vrouwendubbelspel
| toernooi        | 1954 | 1955 | 1956 |    | 1959 |
| --------------- | ---- | ---- | ---- | -- | ---- |
| Australian Open | –    | –    | –    | –  |      |
| Roland Garros   | 1R   | HF   | W    | –  |      |
| Wimbledon       | KF   | 3R   | W    | 2R |      |
| US Open         | –    | –    | –    | –  |      |

### Gemengd dubbelspel
| toernooi        | 1956 |
| --------------- | ---- |
| Australian Open | –    |
| Roland Garros   | 3R   |
| Wimbledon       | –    |
| US Open         | –    |